# Telmatobius marmoratus
Telmatobius marmoratus es una especie  de anfibios de la familia Leptodactylidae.

## Distribución geográfica
Esta especie se encuentra en  Bolivia, Chile, Perú y, posiblemente, también en la Argentina.